# Comté de Kingman
Le comté de Kingman est l’un des 105 comtés de l’État du Kansas, aux États-Unis. Fondé le 7 mars 1872, il a été nommé en hommage à Samuel A. Kingman, alors à la tête de la justice du Kansas.
Siège et plus grande ville : Kingman.

## Géolocalisation
|                 | Comté de Reno    |                   |
| Comté de Pratt  | Comté de Kingman | Comté de Sedgwick |
| Comté de Barber | Comté de Harper  | Comté de Sumner   |